# Parentignat
Parentignat – miejscowość i gmina we Francji, w regionie Owernia-Rodan-Alpy, w departamencie Puy-de-Dôme.
Według danych na rok 1990 gminę zamieszkiwało 398 osób, a gęstość zaludnienia wynosiła 107 osób/km² (wśród 1310 gmin Owernii Parentignat plasuje się na 471. miejscu pod względem liczby ludności, natomiast pod względem powierzchni na miejscu 1022.).